# Modchip

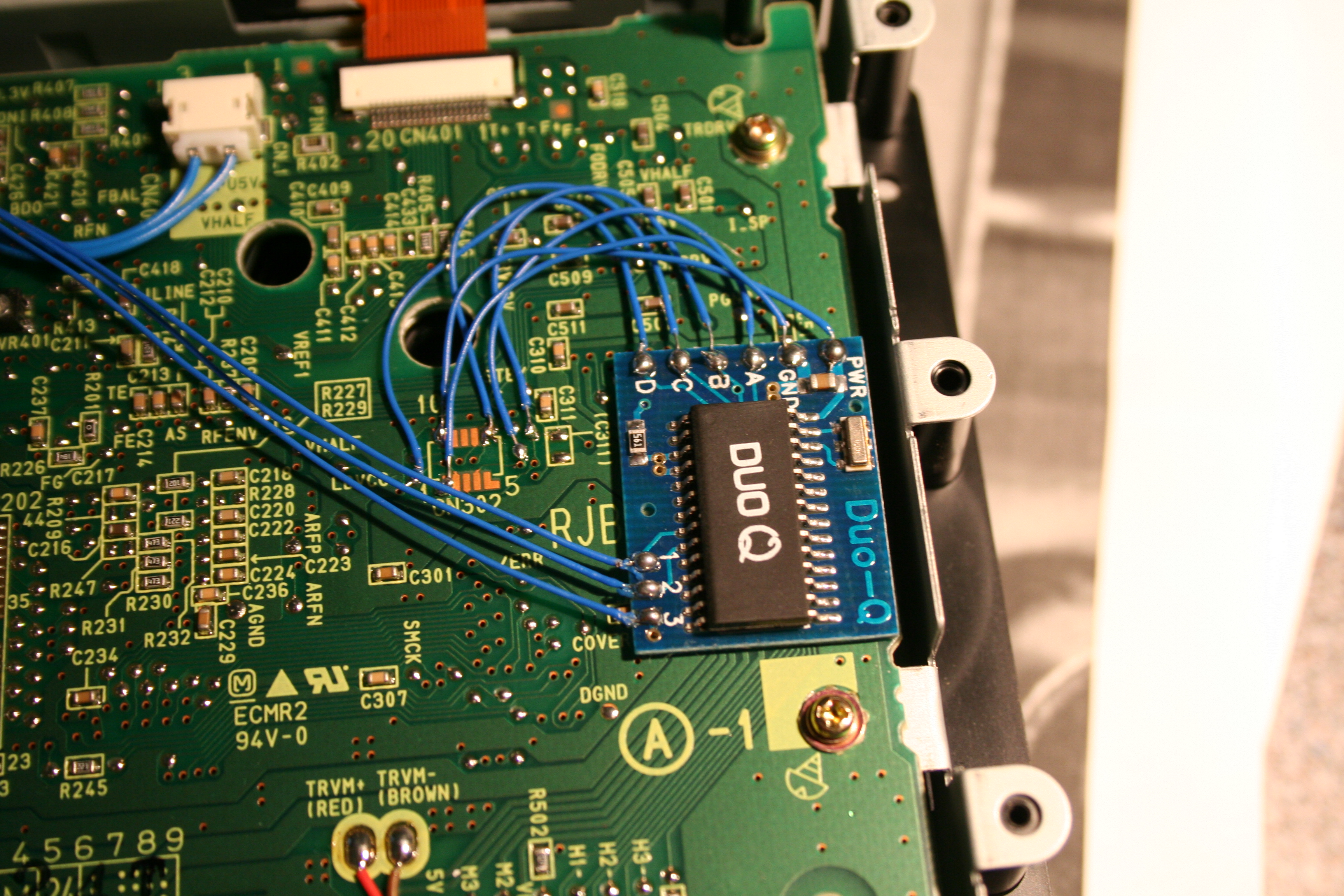
Duo-Q modchip i en GameCube

Ett modchip, modifieringskrets, är en enhet som kan användas för att spela importerade, brända, piratkopierade och hemprogrammerade spel och/eller för att kringgå kopieringsskydd (DRM-skydd) i spelkonsoler som till exempel Xbox 360, Xbox, Wii, Playstation 3, PlayStation 2 och GameCube. Chipet är vanligen en kiselbricka innehållande en specialprocessor eller annan logik programmerad för uppgiften, levererad från någon annan än originaltillverkaren.
Installationsprocessen av modchipet kallas populärt att man "chippar" den aktuella elektroniken. Genom fastlödning av ett chip på moderkortet som tar hakar upp skyddsmekanismer och "lurar" originalsystemet, får användaren större kontroll över en annars relativt sluten hårdvara och/eller mjukvara. Lödning på systemets elektronikdelar omintetgör garantin, men är trots det vanligt förekommande, och företag säljer modchips öppet och kan även stå till tjänst med monteringen.
Många modchip används för att öppna upp nya möjligheter med spelkonsoler genom att i kombination med kretsen använda licensfri eller hemprogrammerad programvara, inte minst olagligt kopierade program.
Till Xbox finns bland andra Xbox MediaCenter som kan användas till att titta på videomedia på DVD, DivX, Xvid-format med mera, samt "streama" film och musik direkt ifrån en dator.
Annan programvara som också är populära att användas tillsammans med modchip är emulatorer.